# Liste der Wappen im Bezirk Amstetten
Diese Liste beinhaltet – geordnet nach der Verwaltungsgliederung – alle in der Wikipedia gelisteten Wappen des Bezirks Amstetten (Niederösterreich). In dieser Liste werden die Wappen mit dem Gemeindelink angezeigt. Die Fußnoten verweisen auf die Blasonierung des entsprechenden Wappens.

## Bezirk Amstetten

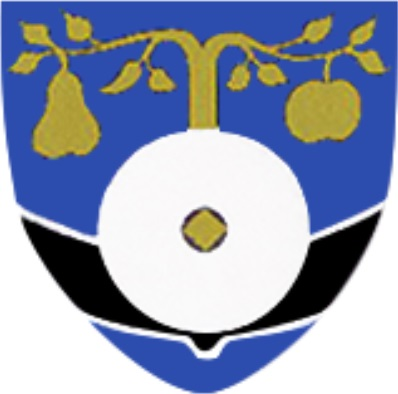
Allhartsberg
Amstetten
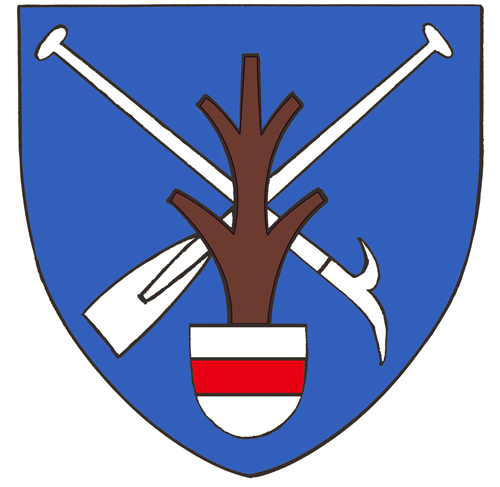
Ardagger
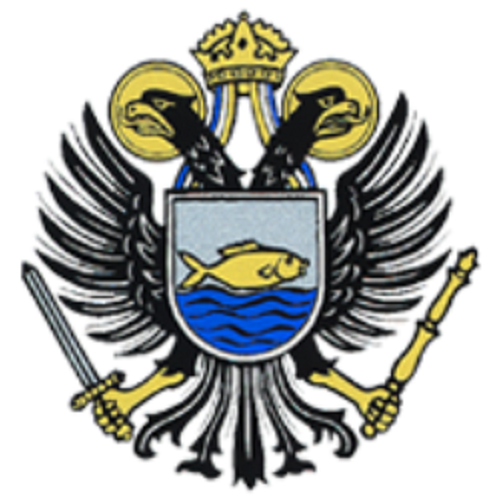
Aschbach-Markt
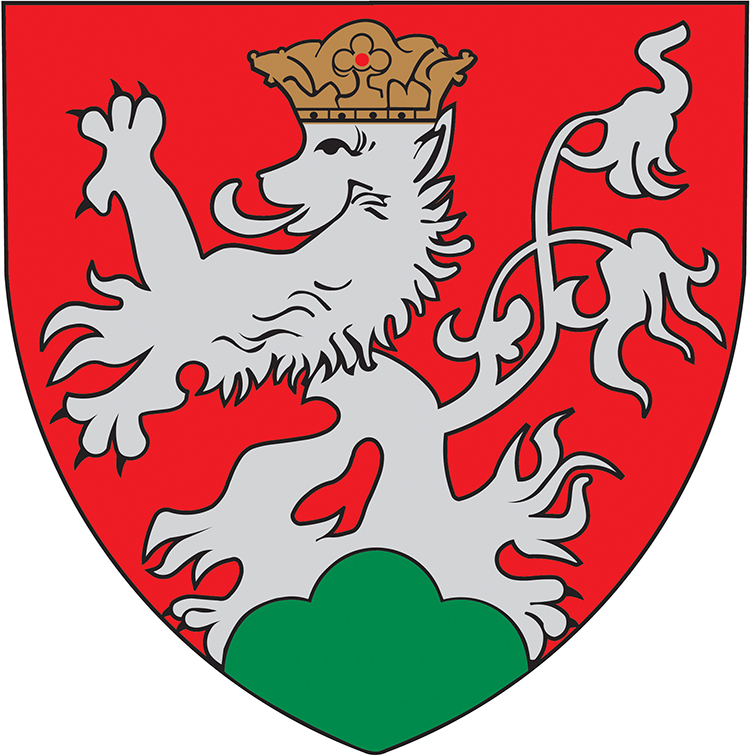
Behamberg
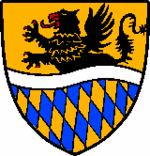
Biberbach
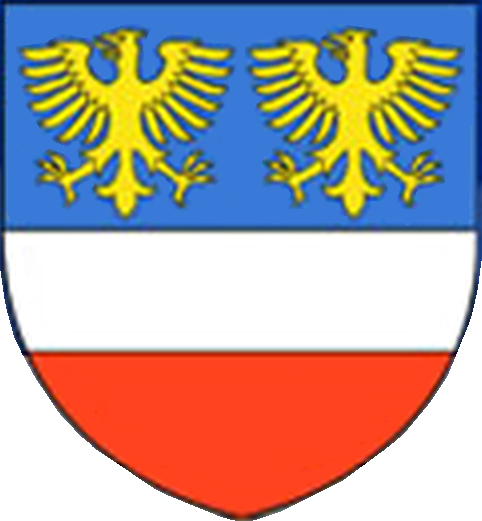
Ennsdorf
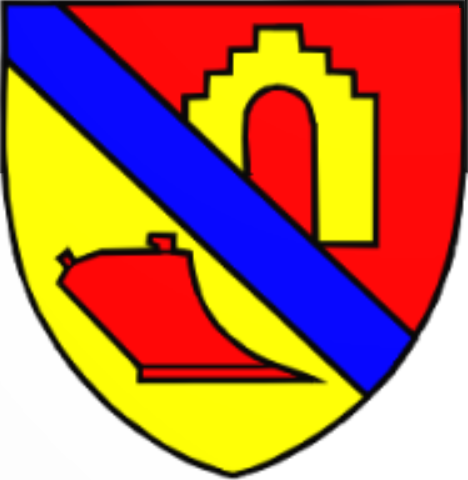
Ernsthofen
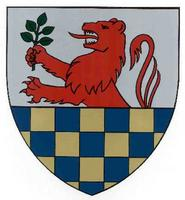
Ertl
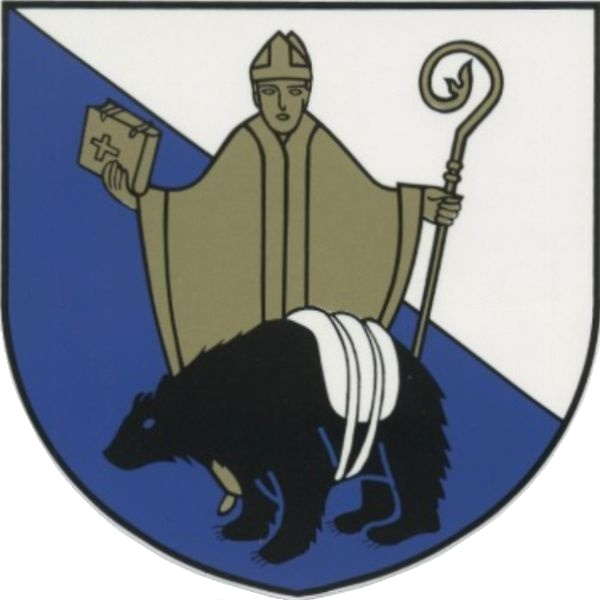
Euratsfeld
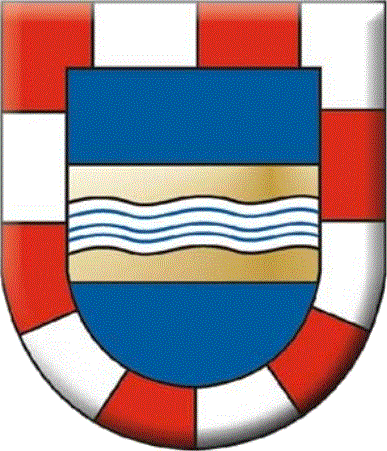
Ferschnitz
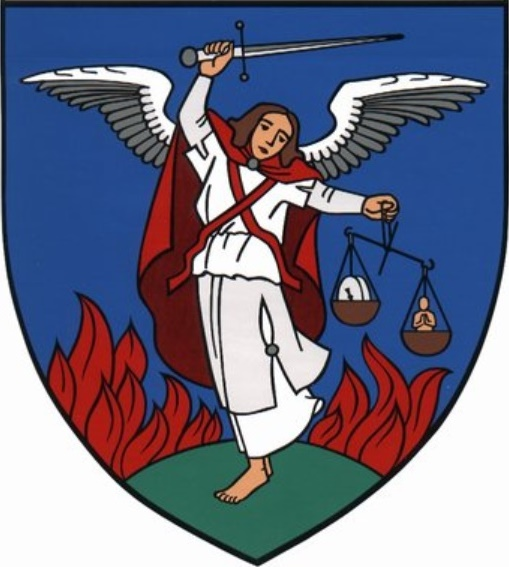
Haag
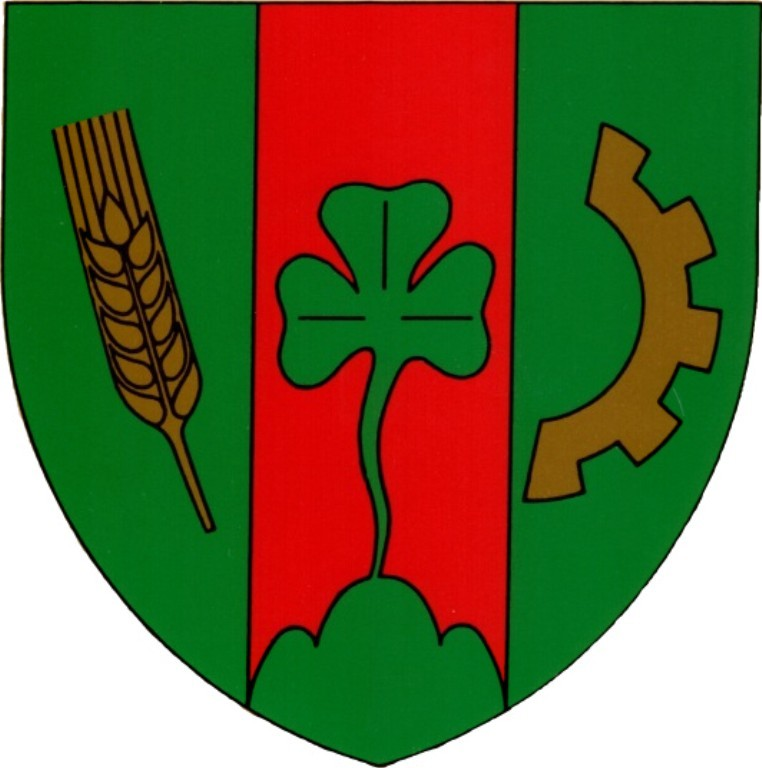
Haidershofen
Hollenstein an der Ybbs
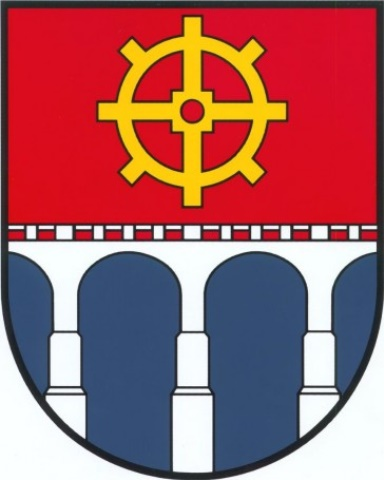
Kematen an der Ybbs
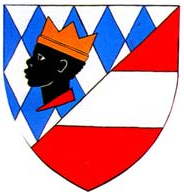
Neuhofen an der Ybbs
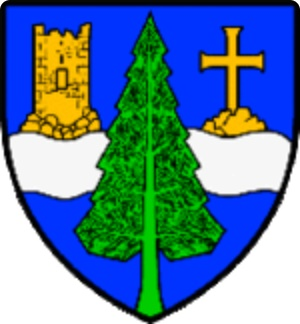
Neustadtl an der Donau
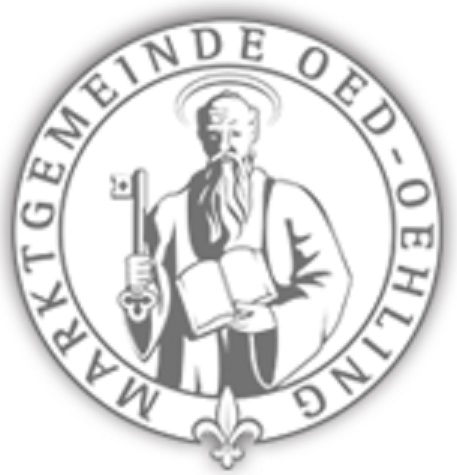
Oed-Öhling
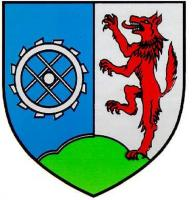
Opponitz
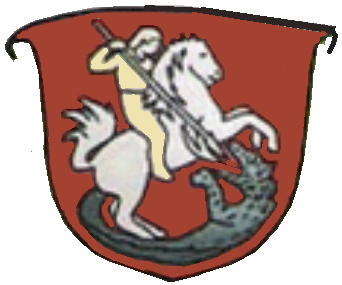
St. Georgen am Reith
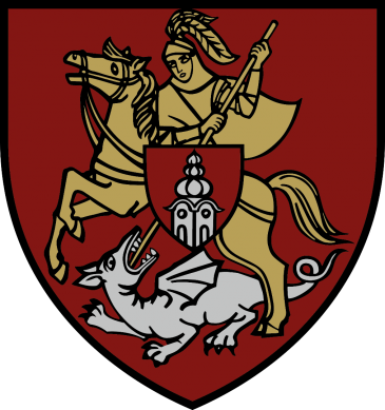
Sankt Georgen am Ybbsfelde
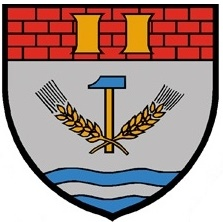
St. Pantaleon-Erla
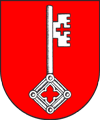
St. Peter in der Au
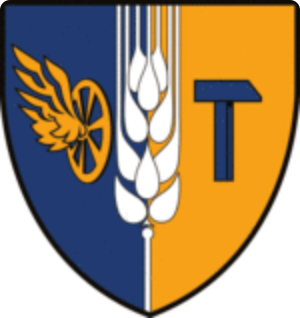
St. Valentin
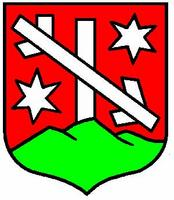
Seitenstetten
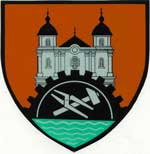
Sonntagberg
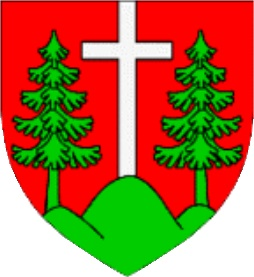
Strengberg
Viehdorf
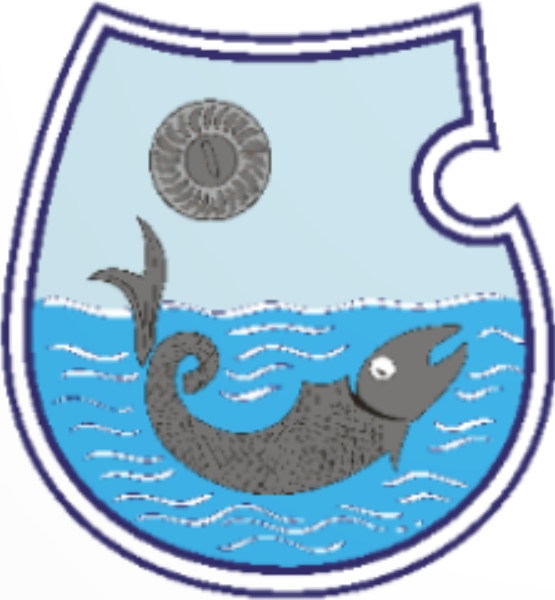
Wallsee-Sindelburg
Weistrach
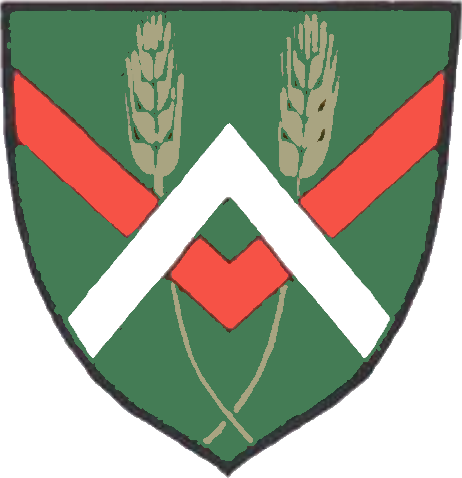
Winklarn
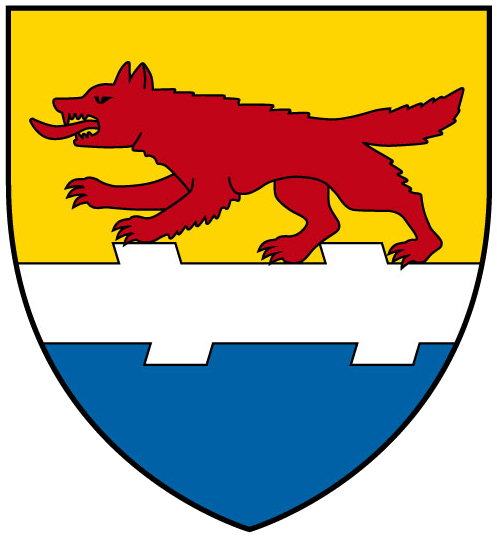
Wolfsbach
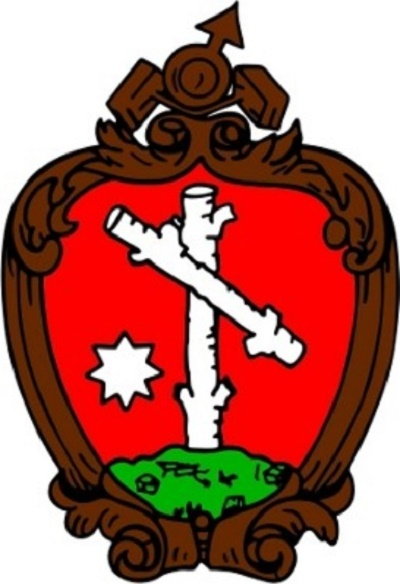
Ybbsitz
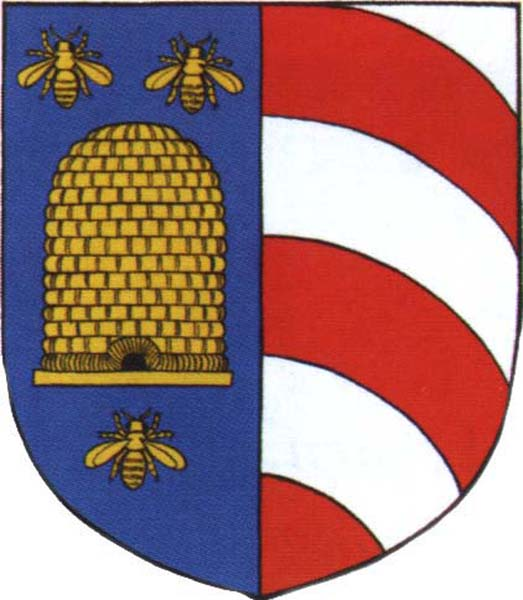
Zeillern

## Blasonierungen
1. ↑  Allhartsberg: „In einem blauen Schild ein silbernes Rad mit goldener Nabe, das in einem schwarzen Bogen läuft und das überragt wird von einem goldenen, zwei belaubte Äste tragendem Baum, der rechts mit einer ebensolchen Birne, links mit einem Apfel behangen ist.“
2. ↑  Behamberg: „Im roten Wappen mit einem grünen Dreiberg im Schildfuß wächst ein schwarz bewehrter silberner doppelschwänziger goldgekrönter Löwe.“
3. ↑  Ertl: „Ein geteilter Schild, oben in Silber ein wachsender roter Löwe, der in seiner rechten Pranke einen belaubten grünen Zweig hält, unten von Blau und Gold geschachtet.“
4. ↑  Euratsfeld: „In einem schrägrechts von Blau und Silber geteilten Schild ein Bischof in Gold mit Kasel und Mitra, in der Rechten ein Buch, in der Linken einen Stab; zu seinen Füßen einen schwarzen rechtsschreitenden Bären, der auf seinem Rücken ein silbernes Bündel trägt.“
5. ↑  Kematen an der Ybbs: „Ein von rot auf blau geteilter Schild, dessen oberes Feld mit einem goldenen Wasserrad, dessen unteres Feld mit einer vierbogenen, silbernen, bis zur Schildesteilung reichenden Steinbrücke belegt ist.“
6. ↑  Sankt Georgen am Ybbsfelde: „In einem roten Schild in Gold, auf einem ebensolchen Pferde sitzend der hl. Georg, der einen im Schildesfuß liegenden silbernen Drachen tötet; die Figur des heiligen Georg belegt mit einem roten, einen silbernen Kirchturm zeigenden Brustschild.“
7. ↑  St. Peter in der Au: „In Rot ein aufrechter silberner Schlüssel mit linksgewendetem Bart und viereckigem Griff“
8. ↑  Wolfsbach: In einem von Gold auf Blau durch einen silbernen, geästeten Balken erniedrigt geteilten Schild ein auf der Schildesteilung nach links laufender roter Wolf.